# Communauté de communes du Pays de Saint-Yrieix
Die Communauté de communes du Pays de Saint-Yrieix (offizielle Schreibweise: Communauté de communes du Pays de Saint Yrieix) ist ein französischer Gemeindeverband mit der Rechtsform einer Communauté de communes in den Départements Haute-Vienne und Corrèze in der Region Nouvelle-Aquitaine. Sie wurde am 31. Dezember 1996 gegründet und umfasst neun Gemeinden. Der Verwaltungssitz befindet sich im Ort Saint-Yrieix-la-Perche. Die Besonderheit ist die Département-übergreifende Strukturierung der Gemeinden.

## Mitgliedsgemeinden
| Gemeinde                                       | Einwohner 1. Januar 2022 | Fläche km² | Dichte Einw./km² | Code INSEE | Postleitzahl | Département  |
| ---------------------------------------------- | ------------------------ | ---------- | ---------------- | ---------- | ------------ | ------------ |
| Coussac-Bonneval                               | 1.272                    | 66,73      | 19               | 87049      | 87500        | Haute-Vienne |
| Glandon                                        | 806                      | 27,47      | 29               | 87071      | 87500        | Haute-Vienne |
| La Meyze                                       | 842                      | 28,11      | 30               | 87096      | 87800        | Haute-Vienne |
| La Roche-l’Abeille                             | 594                      | 36,56      | 16               | 87127      | 87800        | Haute-Vienne |
| Ladignac-le-Long                               | 1.159                    | 47,21      | 25               | 87082      | 87500        | Haute-Vienne |
| Le Chalard                                     | 302                      | 12,42      | 24               | 87031      | 87500        | Haute-Vienne |
| Saint-Éloy-les-Tuileries                       | 111                      | 9,13       | 12               | 19198      | 19210        | Corrèze      |
| Saint-Yrieix-la-Perche                         | 6.873                    | 100,98     | 68               | 87187      | 87500        | Haute-Vienne |
| Ségur-le-Château                               | 202                      | 9,48       | 21               | 19254      | 19230        | Corrèze      |
| Communauté de communes du Pays de Saint-Yrieix | 12.161                   | 338,09     | 36               | –          | –            | –            |